# Musée Danri de Nikki
Le musée Danri de Nikki est un des sites historiques du Bénin, situé dans le quartier de Danri au Bénin. Il se consacre à l'histoire du peuple Baatombu.

## Histoire
Situé au sud du palais royal de Nikki dans le quartier de Danri au Bénin, le musée Danri est un musée public qui s'intéresse à la culture du peuple Baatombu et de son histoire,. 
Ce musée tend à disparaître malgré les efforts du gouvernement,.

## Activités

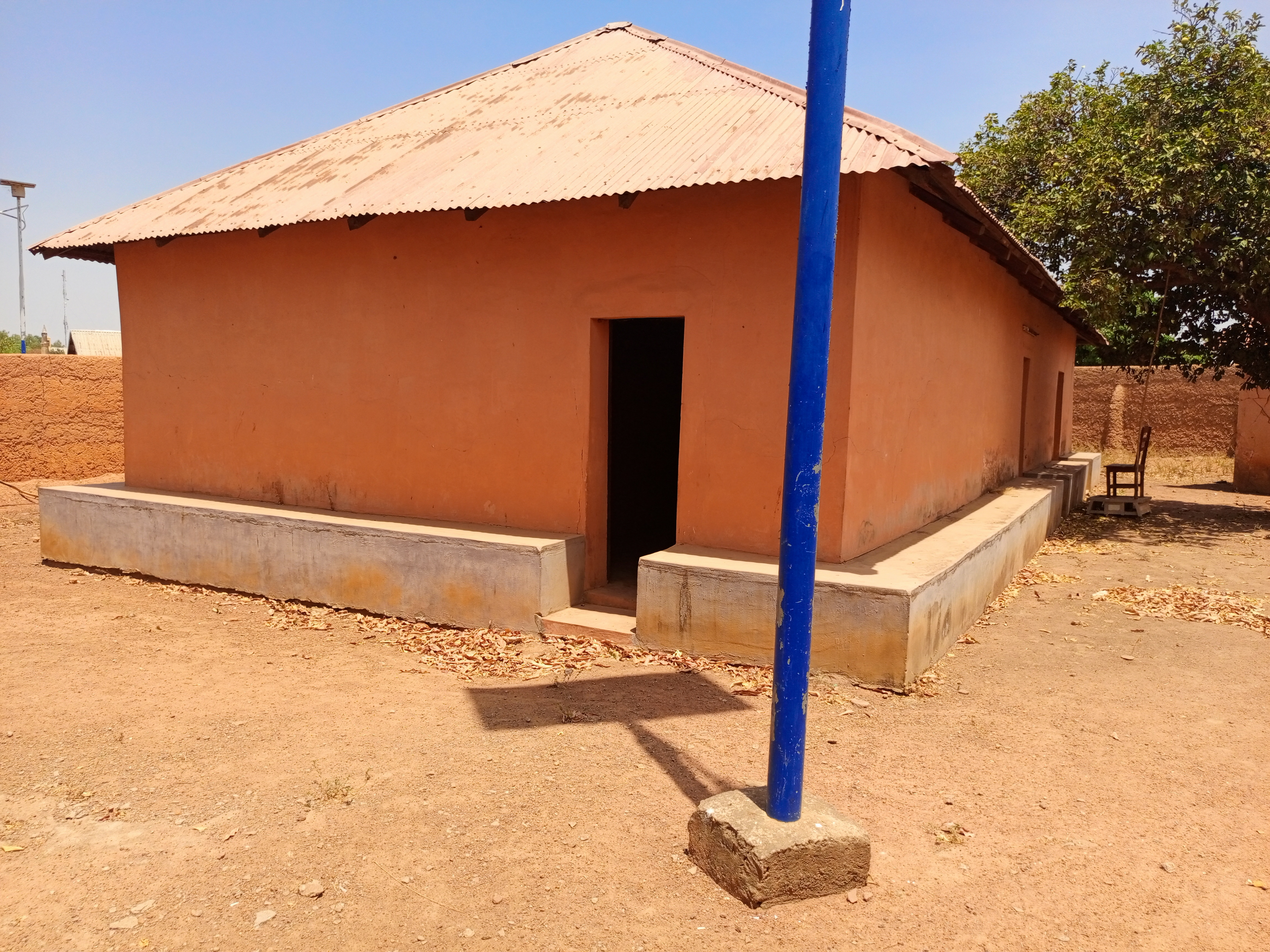

- Formation des jeunes sur la culture des peuples Nikki[5].

## Collections
Ce musée regroupe des collections d'histoire dans les spécialités:
- Royaume de Nikki[6] à travers ces rois et des monuments et des tombes[1];
- Patrimoine culturel de Nikki[3];
- Site Sounon Sero Mare aux crocodiles;
- Danse Tèkè;
- Culture du cheval.